# 四拍呼吸
四拍呼吸（よんぱくこきゅう、しはくこきゅう、英: Fourfold Breath）とは、黄金の夜明け団系儀式魔術で基礎的な修行法として行われるリズム呼吸法である。黄金の夜明け団では、ニオファイト位階用の文書で簡単な呼吸法として紹介された技法であった。
次の手順で行う。
- 4つ数えながら、肺に空気が入っていない状態で息を止める（口を閉じ、無理に息を止めようとしてはいけない。口、喉を開き、横隔膜まで一つの袋であることを意識する）。
- 4つ数えながら、息を吸い、喉までいっぱいにする。
- 4つ数えながら、肺に空気がいっぱいの状態で息を止める。
- 4つ数えながら、息を全て吐き出す。

W・E・バトラーなどのディオン・フォーチュン系の人々は、止息を2拍とした 4-2-4-2 のリズム呼吸を紹介している。原典である黄金の夜明け団の第一講義文書も含め、呼吸の方式（胸式か腹式か等）が明記されていない文献も多いが、I∴O∴S∴の秋端勉は腹式呼吸を推奨している。